# カルロ・ティッツァーノ
カルロ・ティッツァーノ（Carlo Tizzano、2000年2月2日 - ）は、スーパーラグビー・パシフィック、ウェスタン・フォースに所属するラグビーユニオン選手。

## プロフィール
- オーストラリア・パース出身[1]。
- ポジションはフランカー(FL)。
- 身長 180cm、体重 101kg
- U20オーストラリア代表に選ばれたことがある[2]。
- オーストラリア代表キャップは5（2025年6月現在）。

## 略歴
フォース、ワラターズ、ノースハーバー、イーリング・トレイルファインダーズを経て、2023年、フォースに復帰。

## 受賞歴
- 2025年スーパーラグビー・パシフィック 最多トライゲッター：13トライ, チーム・オブ・ザ・イヤー:29回[4](バックロー3) [5]。